# Werner Neuhaus
Werner Neuhaus (* 1. November 1897 Burgdorf BE; † 22. August 1934 in  Lützelflüh) war ein Schweizer Maler, Zeichner und Grafiker.

## Leben
Neuhaus besuchte nach einer Lithographenlehre die Malklasse der Allgemeinen Gewerbeschule Basel. Ein Aufenthalt bei Cuno Amiet in der Zeit von Frühling 1921 bis Frühsommer 1922 motivierte Neuhaus, im Herbst 1922 in Binningen ein Atelier zu mieten, um ungestört arbeiten zu können. Im Verlauf des Jahres 1924 wurde von Albert Müller, Paul Camenisch und Hermann Scherer eine Ausstellungs- und Arbeitsgemeinschaft Rot-Blau geplant, eine Künstlervereinigung nach dem Vorbild der «Brücke», die den wichtigsten Beitrag zum Schweizer Expressionismus brachte, der sich Neuhaus nach der Gründung an Silvester 1924 als viertes Mitglied anschloss. Im Sommer 1925 arbeitete er zusammen mit Scherer und Camenisch im Mendrisiotto.
Neuhaus wurde 1926 durch die Heirat mit Hedwig Gfeller (-1985) der Schwiegersohn des Emmentaler Dichters Simon Gfeller. Ab 1927 zog sich Werner Neuhaus mit dem Umzug auf den Reckenberg bei Rüegsau im Emmental aus dem städtischen Kunstleben zurück.
In der Grabenhalde bei Lützelflüh konnte Neuhaus ab 1929 ein Atelier einrichten, das vom Architekten Ernst Bützberger (1879–1935) an das Gfeller-Haus angebaut worden war.  Ab 1930 arbeitete Neuhaus in einem völlig neuen Stil, der an die realistische Malerei des 19. Jahrhunderts anknüpfte. Dies entsprach auch dem Sammlergeschmack, so dass Neuhaus nun viele Aufträge für Porträts, Landschaftsbilder und Stillleben annehmen konnte. Neuhaus wurde nun als Maler des Emmentals wahrgenommen. 1929 und 1930 erhielt er ein Eidgenössisches Kunststipendium, 1933 errang er einen dritten Preis beim Concours Calame.
Neuhaus war am 20. August 1934 mit Entwürfen der Glasfenster für die Kirche St. Blasius in Rüegsbach mit dem Fahrrad auf dem Heimweg, als er in Rüegsau von einem Personenwagen überfahren wurde. Der Auftrag für die Fenster wurde 1935 von Leo Steck ausgeführt.

## Arbeiten

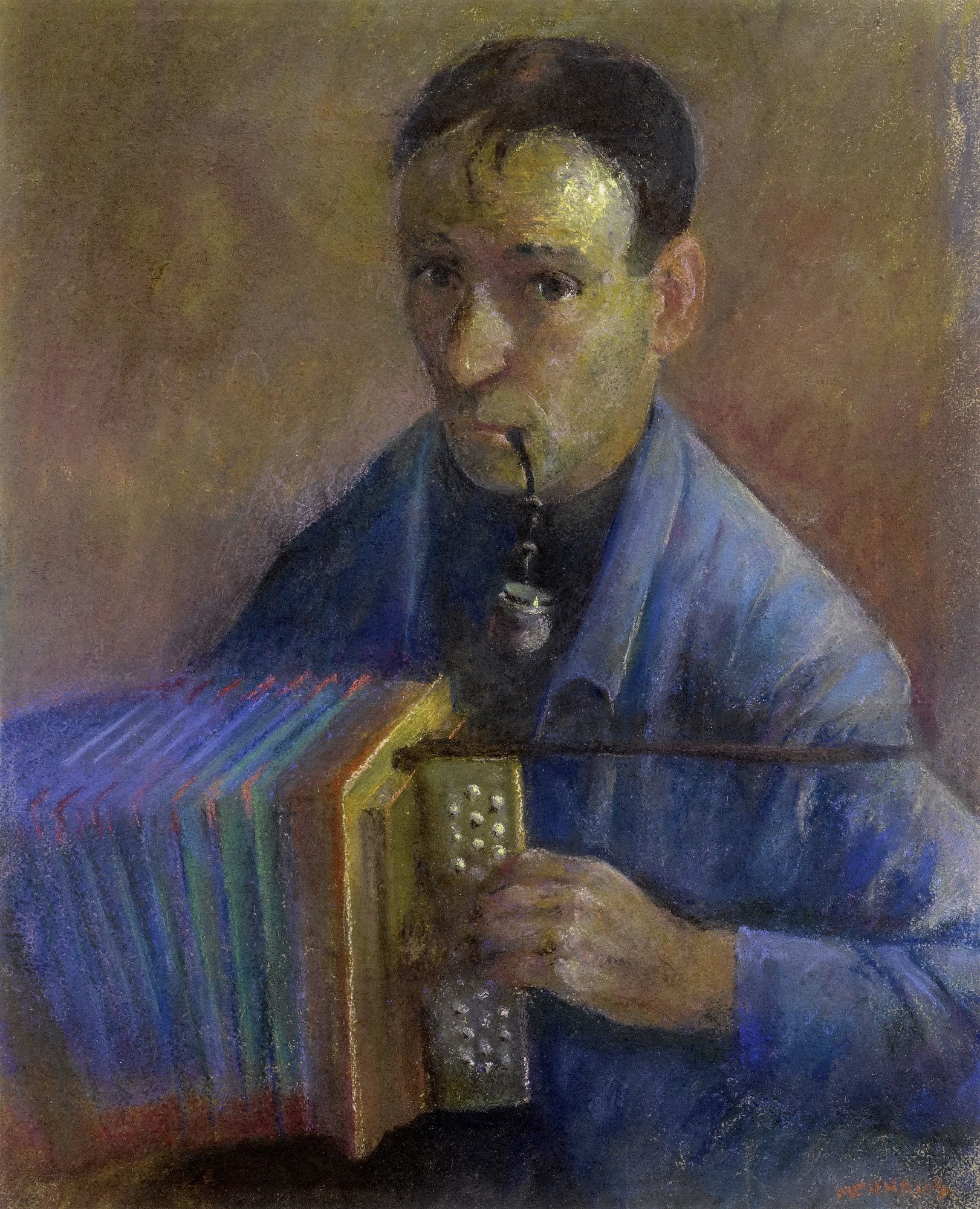
Selbstporträt mit Handorgel
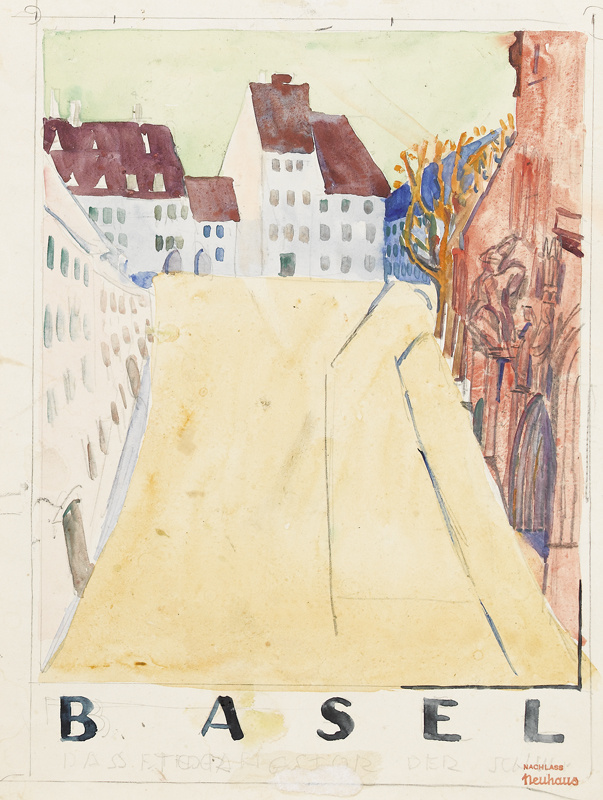
Basel,  Plakatentwurf
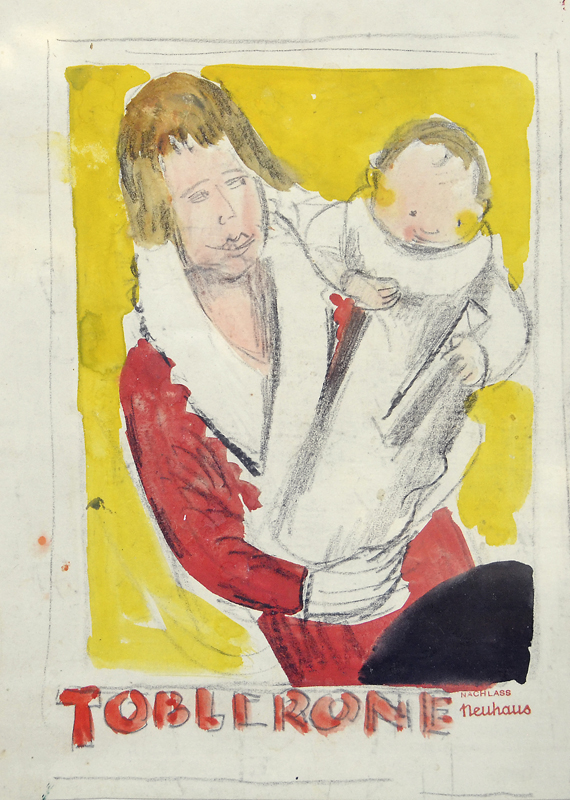
Toblerone, Plakatentwurf
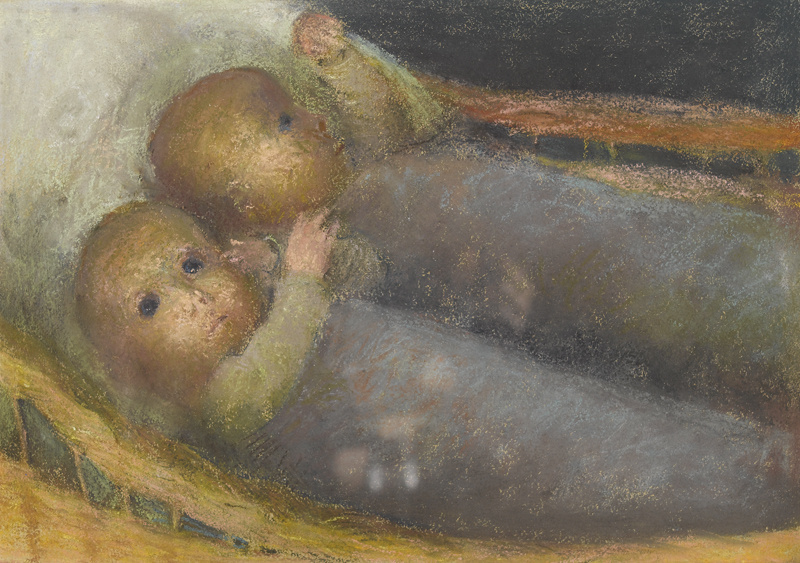
Zwillinge

## Illustrationen
- Alfred Fankhauser: Die Brüder der Flamme. Roman. Grethlein & Co., Zürich 1925 – mit 12 Holzschnitten von Werner Neuhaus, Suhrkamp 1990